# Valeggio sul Mincio
Valeggio sul Mincio – miejscowość i gmina we Włoszech, w regionie Wenecja Euganejska, w prowincji Werona.
Według danych na rok 2004 gminę zamieszkiwało 10 927 osób, 173,4 os./km².

## Bibliografia

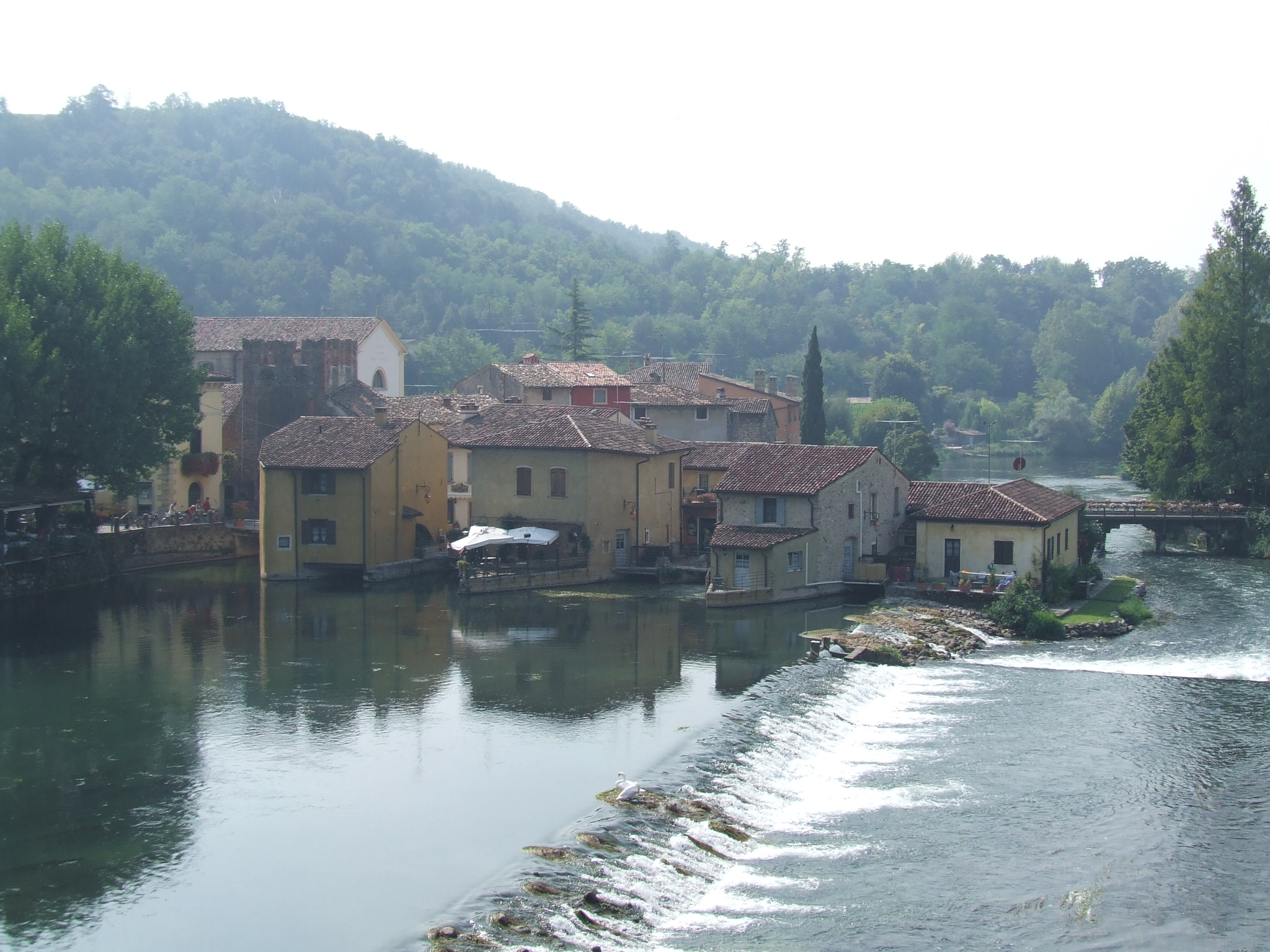
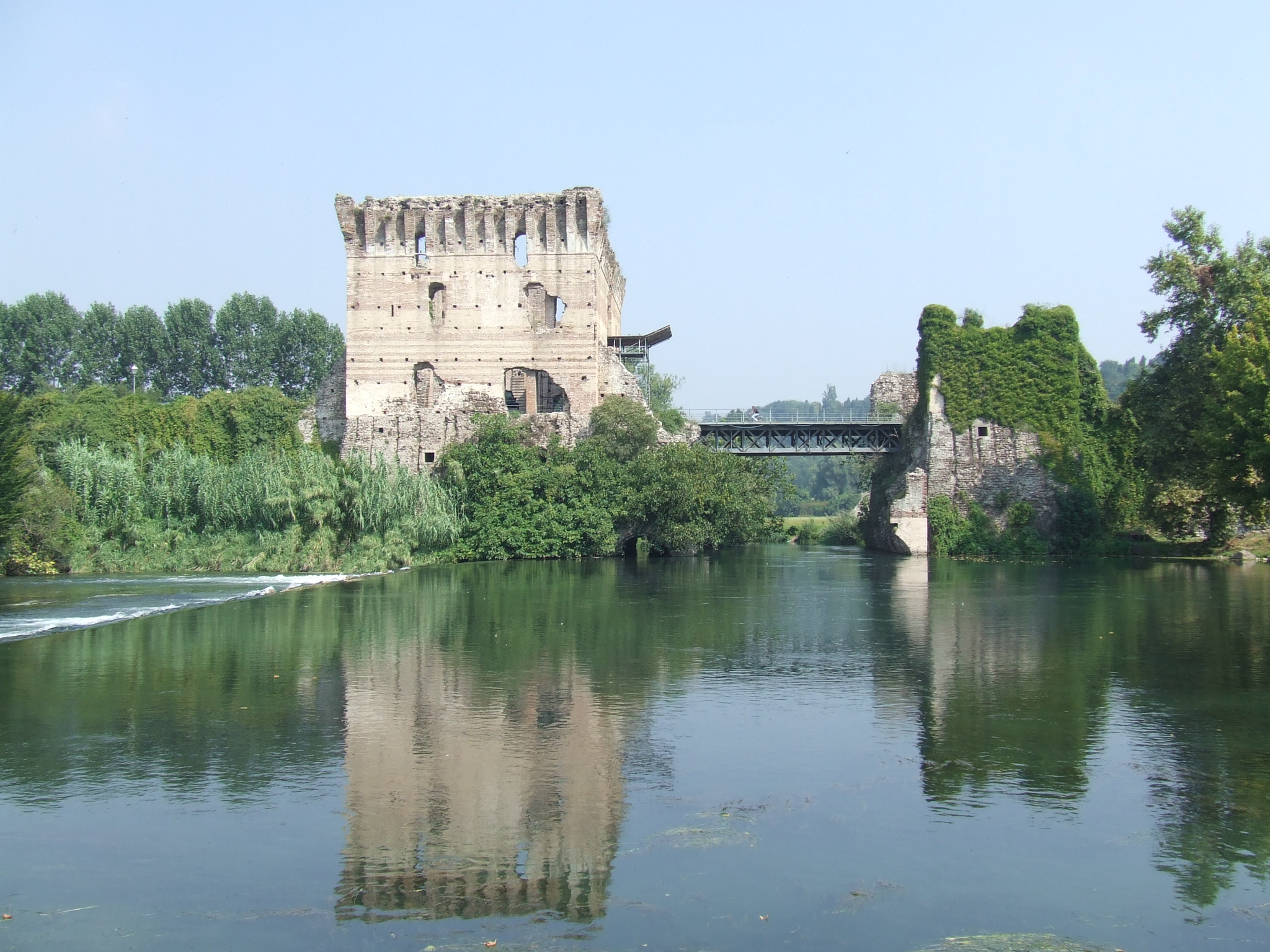